# Pensel

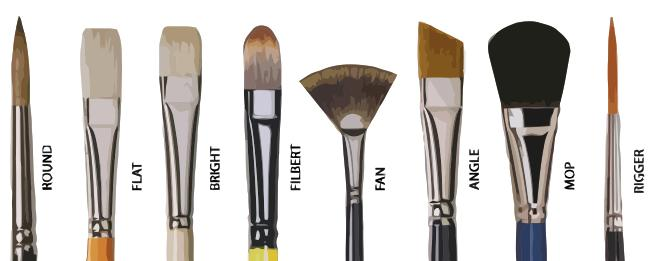
Penslar för konstmåleri

Pensel är ett redskap med vilket man stryker på eller målar. Man kan med en pensel till exempel applicera tusch eller färg på olika underlag. Penslar används för konstmåleri, hantverksmåleri och i skönhetsvård.
En pensel består av skaft och borst samt en klammeranordning som fäster ihop delarna. Penslar tillverkas manuellt eller maskinellt. Borstarna tillverkas av olika material för olika färgtyper och användningsområden och penslarnas form varierar på samma sätt.
Ordet "pensel" är belagt i svenska språket sedan 1520 och kommer ytterst från latinets "peniculus" (liten borste).

## Penslar inom konstmåleri
Inom akvarellmålning förekommer penslar med mjuk borst av mård- eller grävlingshår, de senare används även till rakborstar av hög kvalitet.
Penslar med svinborst är styvare och passar bättre än de mjukare hårpenslarna till att hantera kraftigare färger, till exempel impastoteknik med oljefärg.
Syntetiska penslar finns med både mjuk och styv borst. Syntetisk borst är generellt tåligare än naturlig. Den bryts inte lika lätt, och framför allt har den större kemisk motståndskraft och klarar bra av akrylfärgens lätt basiska miljö, där naturlig borst snabbt blir torr och skör. En nackdel är att syntetisk borst, jämfört med naturlig borst av hög kvalitet, inte håller lika mycket vätska och inte ger lika lätt kontroll över färgflödet.

## Penseltyper i hantverksmåleriet

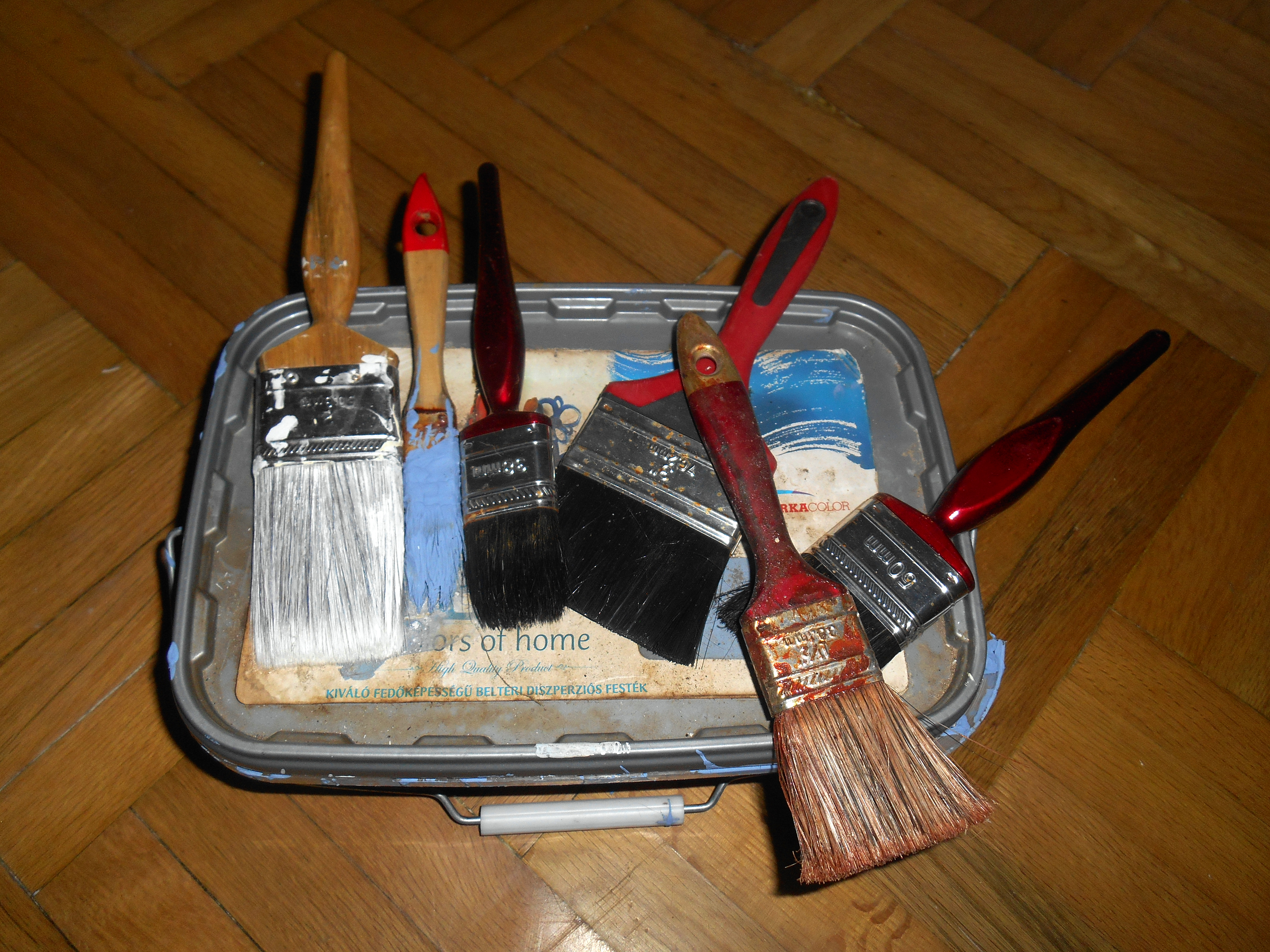
Hantverkspenslar

- Anstrykaren är tillsammans med moddlare den vanligaste penseln. Det finns runda såväl som ovala, en allroundpensel som passar till målning av små detaljer, till exempel fönsterkarmar, spröjs, dörrar etcetera. Formen gör att den tar upp mycket färg i förhållande till sin storlek. Anstrykaren finns i bredder mellan cirka 20 och 60 mm.
- Hornsuggan är avsedd att anbringa slamfärger med, till exempel Falu rödfärg, men även tjära. Den är utformad med ett runt borsthuvud fäst vid ett böjt skaft, som ursprungligen var ett ko-horn med svinborst (därav namnet), men numera är skaftet oftast av trä.
- Moddlaren (försvenskning av engelska modeler) är en platt pensel i varierande bredder, som används till att släta ut målarfärg på stora ytor (till exempel bord, dörrar och skåpluckor) och för precisionsmålning (till exempel spröjsverk). Penseln ger en slät och fin yta.

- Vinkelpenseln är en vinklad pensel, även kallad elementpensel, och finns i olika borst och storlekar. Den är en favorit bland byggnadsmålare eftersom den har lång räckvidd och lätt kommer åt i vinklar.
- Schablonpenseln är en pensel som används för att måla schabloner. Den är ofta rundad med rakt avskuren borst. Traditionell hantverkarbenämning är stöpplare (försvenskning av engelska stippler).